# Equidad intergeneracional

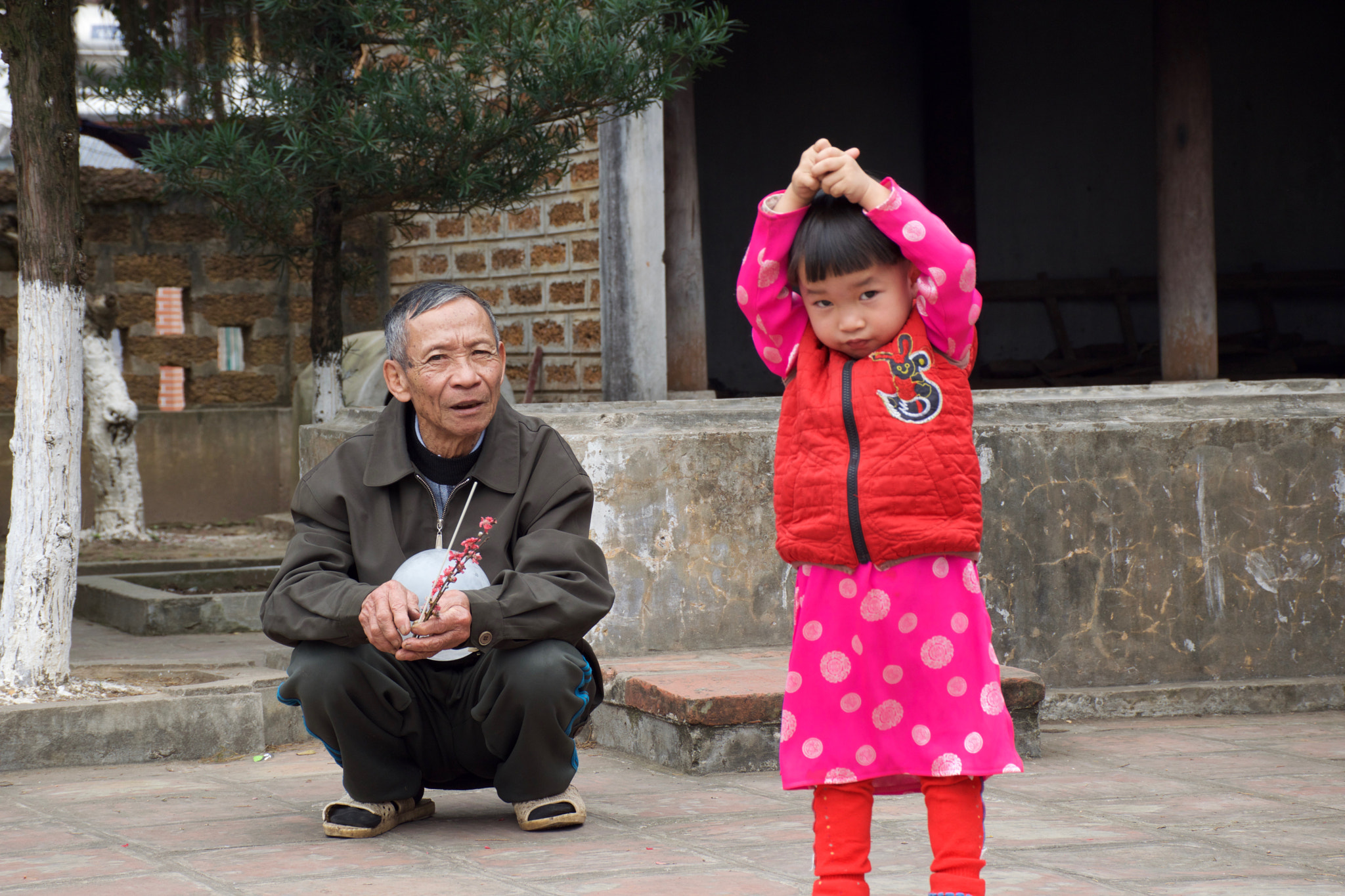
Un abuelo y su nieta

La equidad intergeneracional en contextos económicos, psicológicos y sociológicos es la idea de equidad o justicia entre generaciones. El concepto se puede aplicar a la equidad en la dinámica entre niños, jóvenes, adultos y adultos mayores. También se puede aplicar a la equidad entre las generaciones que viven actualmente y las generaciones futuras.
Las conversaciones sobre la equidad intergeneracional ocurren en varios campos. A menudo se discute en la economía pública, especialmente con respecto a la economía de transición, la política social y la elaboración del presupuesto. Muchos citan la creciente deuda nacional de Estados Unidos como un ejemplo de desigualdad intergeneracional, ya que las generaciones futuras asumirán las consecuencias. La equidad intergeneracional también se explora en las preocupaciones ambientales, incluido el desarrollo sostenible, y el cambio climático. El continuo agotamiento de los recursos naturales que ha ocurrido en el siglo pasado probablemente será una carga significativa para las generaciones futuras. También se discute la equidad intergeneracional con respecto a los niveles de vida, específicamente sobre las inequidades en los niveles de vida que experimentan las personas de diferentes edades y generaciones. Los problemas de equidad intergeneracional también surgen en las arenas del cuidado de ancianos y la justicia social.

## Usos en economía pública

### Historia

La deuda nacional de Estados Unidos se cita a menudo como un ejemplo de desigualdad intergeneracional, ya que las generaciones futuras tendrán la responsabilidad de pagarla. La Deuda Nacional de los Estados Unidos ha crecido sustancialmente en las últimas décadas. En relación con el PIB total, la carga de la deuda ha empeorado en los últimos años.

Desde la primera emisión de deuda registrada en Sumeria en 1796 a. C., una de las sanciones por no pagar un préstamo ha sido la servidumbre por deudas. En algunos casos, este pago de la deuda financiera con trabajo incluía a los hijos del deudor, esencialmente condenando a la familia del deudor a la esclavitud perpetua. Aproximadamente un milenio después de que se crearan los contratos de deuda por escrito, el concepto de condonación de deuda aparece en el Antiguo Testamento, llamado Jubileo (Levítico 25), y en la ley griega cuando Solón introduce el concepto de sisactía. Ambos ejemplos históricos de condonación de deuda involucraron la liberación de niños de la esclavitud causada por la deuda de sus padres.
Si bien la esclavitud es ilegal en todos los países hoy en día, Corea del Norte tiene una política llamada "Tres generaciones de castigo" que ha sido documentada por Shin Dong-hyuk y utilizada como ejemplo de castigo a los niños por los errores de los padres. Stanley Druckenmiller y Geoffrey Canada han aplicado este concepto, llamándolo "robo generacional", al gran aumento de la deuda pública que los Baby Boomers dejaron a sus hijos.

### Gestión de inversiones
En el contexto de la gestión de inversiones institucionales, la equidad intergeneracional es el principio de que la tasa de gasto de una institución dotada no debe exceder su tasa de rendimiento compuesto después de la inflación, de modo que las ganancias de la inversión se gasten por igual en los componentes actuales y futuros de los activos dotados. Este concepto fue establecido originalmente en 1974 por el economista James Tobin, quien escribió que "Los fideicomisarios de las instituciones dotadas son los guardianes del futuro contra las demandas del presente. Su tarea en la gestión de la dotación es preservar la equidad entre generaciones.”
El economista Paul Krugman escribió en marzo de 2013 que al descuidar la inversión pública y no crear puestos de trabajo, estamos haciendo mucho más daño a las generaciones futuras que simplemente transmitiendo deuda: "La política fiscal es, de hecho, una cuestión moral, y deberíamos avergonzarnos de lo que estamos haciendo con las perspectivas económicas de la próxima generación. Pero nuestro pecado implica invertir muy poco, no pedir prestado demasiado".

## Aspecto medioambiental

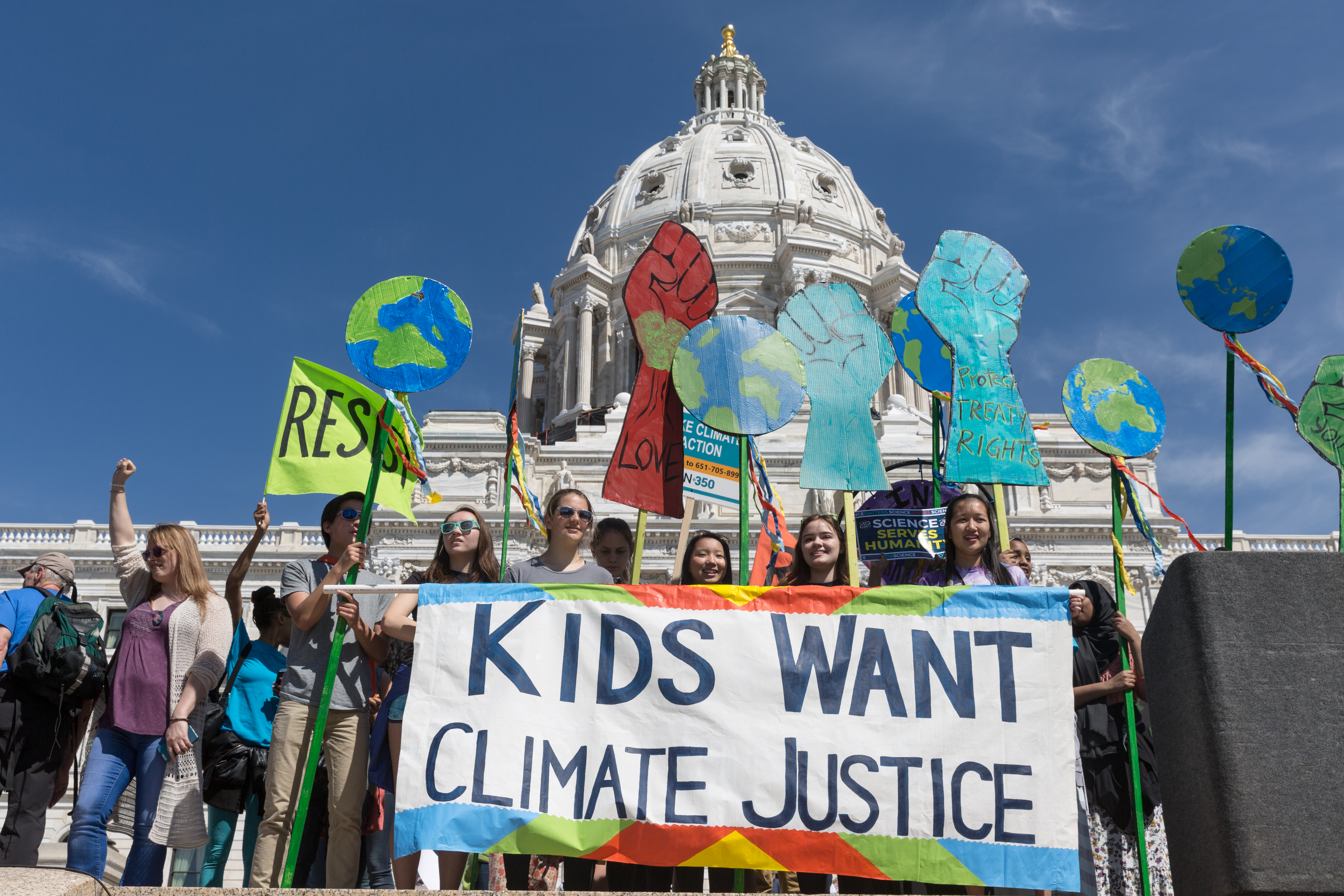
El calentamiento global es un ejemplo de inequidad intergeneracional. Véase justicia climática

La equidad intergeneracional a menudo se menciona en contextos ambientales, ya que las cohortes más jóvenes experimentarán de manera desproporcionada las consecuencias negativas del daño ambiental. Por ejemplo, se estima que los niños nacidos en 2020 (la llamada Generación Alfa) experimentará de 2 a 7 eventos meteorológicos extremos durante su vida, en particular olas de calor, en comparación con las personas nacidas en 1960, según los compromisos de política climática actuales. Además, en promedio, los adultos jugaron "un papel de liderazgo en el aumento de las emisiones de GEI en la última década y están en camino de convertirse en el mayor contribuyente" debido a factores como la transición demográfica, baja preocupación informada sobre el cambio climático y alto gasto en productos intensivos en carbono como la energía utilizada, entre otras cosas, para calentar habitaciones y transporte privado.

### Perspectivas éticas sobre la mejora
Se han propuesto dos perspectivas sobre lo que debe hacerse para mejorar la equidad ambiental intergeneracional: la perspectiva de la "sostenibilidad débil" y la perspectiva de la "sostenibilidad fuerte". Desde la perspectiva "débil", la equidad intergeneracional se lograría si las pérdidas para el medio ambiente que enfrentan las generaciones futuras se compensaran con ganancias en el progreso económico (medido por mecanismos/métricas contemporáneos). Desde la perspectiva "fuerte", ninguna cantidad de progreso económico (o medido por métricas contemporáneas) puede justificar dejar a las generaciones futuras con un medio ambiente degradado. Según la profesora Sharon Beder, la perspectiva "débil" se ve socavada por la falta de conocimiento del futuro, ya que no sabemos qué recursos intrínsecamente valiosos no podrán ser reemplazados por la tecnología. Tampoco sabemos hasta qué punto el daño ambiental es irreversible. Además, no se pueden evitar más daños a muchas especies de plantas y animales. Otros eruditos cuestionan el punto de vista de Beder. El profesor Wilfred Beckerman insiste en que la "sostenibilidad fuerte" es "moralmente repugnante", particularmente cuando anula otras preocupaciones morales sobre los que viven hoy. Beckerman insiste en que la opción óptima para la sociedad es priorizar el bienestar de las generaciones actuales, aunque, dependiendo, por ejemplo, de la esperanza de vida, estas también se ven afectadas por la insostenibilidad, por encima de las generaciones futuras. Sugiere colocar una tasa de descuento en los resultados para las generaciones futuras al contabilizar la equidad generacional. Beckerman es ampliamente criticado por Brian Barry y Nicholas Vrousalis.

### Demanda relacionada con el clima
En septiembre de 2015, un grupo de jóvenes activistas medioambientales presentó una demanda contra el gobierno federal de Estados Unidos por no proteger suficientemente frente al cambio climático: Juliana contra Estados Unidos. Su declaración hacía hincapié en el coste desproporcionado de los daños relacionados con el clima que soportarían las generaciones más jóvenes: "Los jóvenes demandantes representan a la generación viva más joven, beneficiarios del fideicomiso público. Los jóvenes demandantes tienen un interés sustancial, directo e inmediato en proteger la atmósfera, otros recursos naturales vitales, su calidad de vida, sus intereses de propiedad y sus libertades. También tienen interés en asegurar que el sistema climático permanezca lo suficientemente estable como para asegurar sus derechos constitucionales a la vida, la libertad y la propiedad, derechos que dependen de un Futuro habitable." En noviembre de 2016 se permitió que el caso fuera a juicio después de que la jueza del Tribunal de Distrito de Estados Unidos, Ann Aiken, rechazara la moción del gobierno federal para desestimar el caso. En su opinión y orden, ella dijo: "Ejerciendo mi "juicio razonado", no tengo ninguna duda de que el derecho a un sistema climático capaz de sostener la vida humana es fundamental para una sociedad libre y ordenada." A partir de abril de 2017 el juicio quedó parado con una suspensión. El Noveno Circuito escuchó los argumentos orales sobre la suspensión en noviembre de 2017 en su fallo posterior  sentenció que "la elaboración y supervisión de un plan para mitigar el cambio climático antropogénico excedería los poderes de reparación del Tribunal del Artículo III."

## Estándares del nivel de vida
Los debates sobre la equidad intergeneracional referidos a los estándares del nivel de vida hacen referencia a las diferencias entre personas de distintas edades o de distintas generaciones. Rice, Temple y McDonald han distinguido dos perspectivas sobre la equidad intergeneracional en los niveles de vida:
- La primera perspectiva -una perspectiva "transversal"- se centra en cómo varían los niveles de vida en un momento determinado entre personas de diferentes edades. La cuestión relevante es el grado en que, en un momento determinado, las personas de diferentes edades disfrutan de niveles de vida iguales.
- La segunda perspectiva -una perspectiva de "cohorte"- se centra en cómo varían los niveles de vida a lo largo de la vida entre personas de diferentes generaciones. Para la equidad intergeneracional, la cuestión relevante es el grado en que las personas de diferentes generaciones disfrutan de un nivel de vida igual a lo largo de su vida.

d'Albis, Badji, El Mekkaoui y Navaux han propuesto tres indicadores de equidad intergeneracional en los flujos económicos, como la renta:
- Su primer indicador se origina en una perspectiva transversal y describe la situación relativa de un grupo de edad (jubilados) con respecto a la situación de otro grupo de edad (personas más jóvenes).
- El segundo indicador tiene su origen en una perspectiva de cohorte y compara los niveles de vida de generaciones sucesivas a la misma edad.
- El tercer indicador de D'Albis, Badji, El Mekkaoui y Navaux es una combinación de los dos criterios anteriores y es a la vez un indicador interedad y un indicador intergeneracional.

En Australia se ha alcanzado una notable igualdad en el nivel de vida, medido por el consumo, entre las personas de 20 a 75 años. Sin embargo, existen importantes desigualdades entre las distintas generaciones, ya que las de mayor edad tienen un nivel de vida más bajo en términos reales a determinadas edades que las generaciones más jóvenes. Una forma de ilustrar estas desigualdades es observar cuánto tiempo tardaron las distintas generaciones en alcanzar un nivel de consumo de 30.000 dólares al año (dólares australianos de 2009-10). En un extremo, las personas nacidas en 1935 alcanzaron este nivel de consumo cuando tenían aproximadamente 50 años de edad, por término medio. En el otro extremo, los Millennials nacidos en 1995 habían alcanzado este nivel de consumo cuando tenían unos 10 años de edad.
Consideraciones como ésta han llevado a algunos estudiosos a argumentar que los niveles de vida han tendido a aumentar generación tras generación en la mayoría de los países, a medida que el desarrollo y la tecnología han progresado. Si se tiene en cuenta esto, las generaciones más jóvenes pueden tener privilegios inherentes sobre las generaciones mayores, lo que puede compensar la redistribución de la riqueza hacia las generaciones mayores.

## Cuidado de ancianos
Algunos estudiosos consideran que la decadencia cultural de la norma de los hijos adultos que cuidan de padres ancianos es una cuestión de equidad intergeneracional. La generación mayor tuvo que cuidar a sus padres, así como a sus propios hijos, mientras que la generación más joven solo debe cuidar a sus hijos. Esto es especialmente cierto en países con sistemas de seguridad social débiles. El profesor Sang-Hyop Lee describe este fenómeno en Corea del Sur y explica que los ancianos actuales tienen la tasa de pobreza más alta de todos los países desarrollados. Señala que es particularmente frustrante porque los ancianos suelen invertir mucho en la educación de sus hijos y ahora se sienten traicionados.
Otros académicos expresan opiniones diferentes sobre qué generación está en desventaja por el cuidado de los ancianos. El profesor Steven Wisensale describe la carga que soportan los adultos en edad de trabajar en las economías desarrolladas, que deben cuidar de sus padres y parientes más ancianos durante un período de tiempo más largo. Este problema se ve exacerbado por la creciente participación de las mujeres en la fuerza laboral y por la caída de la tasa de fertilidad, lo que deja la carga del cuidado de los padres, así como de las tías, tíos y abuelos, en menos hijos e hijas.

## Justicia social
Las conversaciones sobre la equidad intergeneracional también son relevantes para los ámbitos de la justicia social, donde temas como la atención de asistencia sanitaria tienen la misma importancia que los derechos de los jóvenes y la voz de los jóvenes es apremiante y urgente. Hay un fuerte interés dentro de la comunidad legal hacia la aplicación de la equidad intergeneracional en la ley.